# Hrabianiowa
Hrabianiowa (biał. Грабянёва; ros. Гребенёво, Griebieniowo) – wieś na Białorusi, w obwodzie witebskim, w rejonie orszańskim, w sielsowiecie Zabałaccie.
W pobliżu znajduje się przystanek kolejowy Hrabianiowa, położony na linii Orsza – Lepel.